# Gosto Tanto
Gosto Tanto é o terceiro álbum de estúdio da dupla de bossa-jazz Edson e Tita, lançado em 2003, de forma independente.
É o único disco da banda com canções não-religiosas mescladas com repertório religioso. Ed Motta participa na música "Something Divine". Além dele, participaram no disco João Donato, Robertinho Silva, Duduka da Fonseca, Jessé Sadoc, Ricardo Pontes, Célia Vaz e Maucha Adnet. Neste disco, Tita ficou a cargo dos vocais e violão, Edson com o baixo e teclados.
O álbum foi eleito o 9º melhor disco da década de 2000, de acordo com lista publicada pelo Super Gospel.
| Críticas profissionais | Críticas profissionais |
| Avaliações da crítica  | Avaliações da crítica  |
| Fonte                  | Avaliação              |
| ---------------------- | ---------------------- |
| Super Gospel           | [ 5 ]                  |

## Faixas
1. "Gosto Tanto"
2. "Something Divine"
3. "Roda Pião"
4. "Love Is All"
5. "Paraíso"
6. "Monalisa"
7. "Stay"
8. "Picumã"
9. "Geriba"
10. "Ainda Te Amo"
11. "Carioca Mexmo"
12. "Miles Away"